# Ženevské jezero
Ženevské jezero (francouzsky Léman / Lac Léman, případně také Lac de Genève, německy Genfersee, v Německu a Rakousku psáno také jako Genfer See, italsky Lago di Ginevra, rétorománsky Lai da Genevra) je největší švýcarské a zároveň i francouzské jezero, které leží v západním Švýcarsku na hranicích s Francií. Jihozápadní cíp jezera patří ke švýcarskému kantonu Ženeva, severní břeh ke švýcarskému kantonu Vaud a většina jižního břehu k francouzskému departmentu Horní Savojsko. Malý podíl jihovýchodní části břehu patří také kantonu Valais. Jde o největší jezero v Alpách a po Balatonu o druhé největší ve střední Evropě. Leží mezi Savojskými a Bernskými Alpami na jihu a východě a Jurou na severozápadě. Vzniklo jako výsledná vodní nádrž z jednoho ramene Rhonského ledovce. Jezero se dělí na tři části, zvané Haut Lac, Grand Lac a Petit Lac (Horní jezero, Velké jezero a Malé jezero).
Jezero má rozlohu 581,3 km² (z toho 345 km² ve Švýcarsku a 235 km² ve Francii). Je 72 km dlouhé a maximálně 14 km široké. Dosahuje maximální hloubky 310 metrů. Objem vody činí 89 km³. Leží v nadmořské výšce 372 m.

## Název

### Lac Léman
Jméno Léman pochází z dřívějšího latinského jména kraje Lemanus nebo též Lemannus. Francouzský název jezera lac Léman je vlastně pleonasmus, protože jak francouzské lac, tak Léman znamenají „jezero“.
O jezeru Lacus Lemanus hovořil již Julius Caesar a antičtí geografové, což bylo přejato z keltského lem („velká voda“). Termín Léman pak znovu použili humanisté a kartografové v 16. století, včetně Sebastiana Münstera (1552) a Gerharda Mercatora (kolem roku 1575). V období Helvétské republiky jej používaly úřady kantonu Bern, Léman se stal součástí názvu bývalého kantonu Léman a bývalého francouzského departementu Léman. Kanton Léman obsahoval převážnou část dnešního kantonu Vaud.

### Genfersee
V němčině se dnes toto jezero jmenuje Genfersee (švýcarský pravopis) nebo Genfer See (německý a rakouský pravopis). První zmínka o jezeru v němčině pochází z 15. století. V angličtině se jezero nazývá Lake Geneva.

## Geografie

### Základní charakteristika

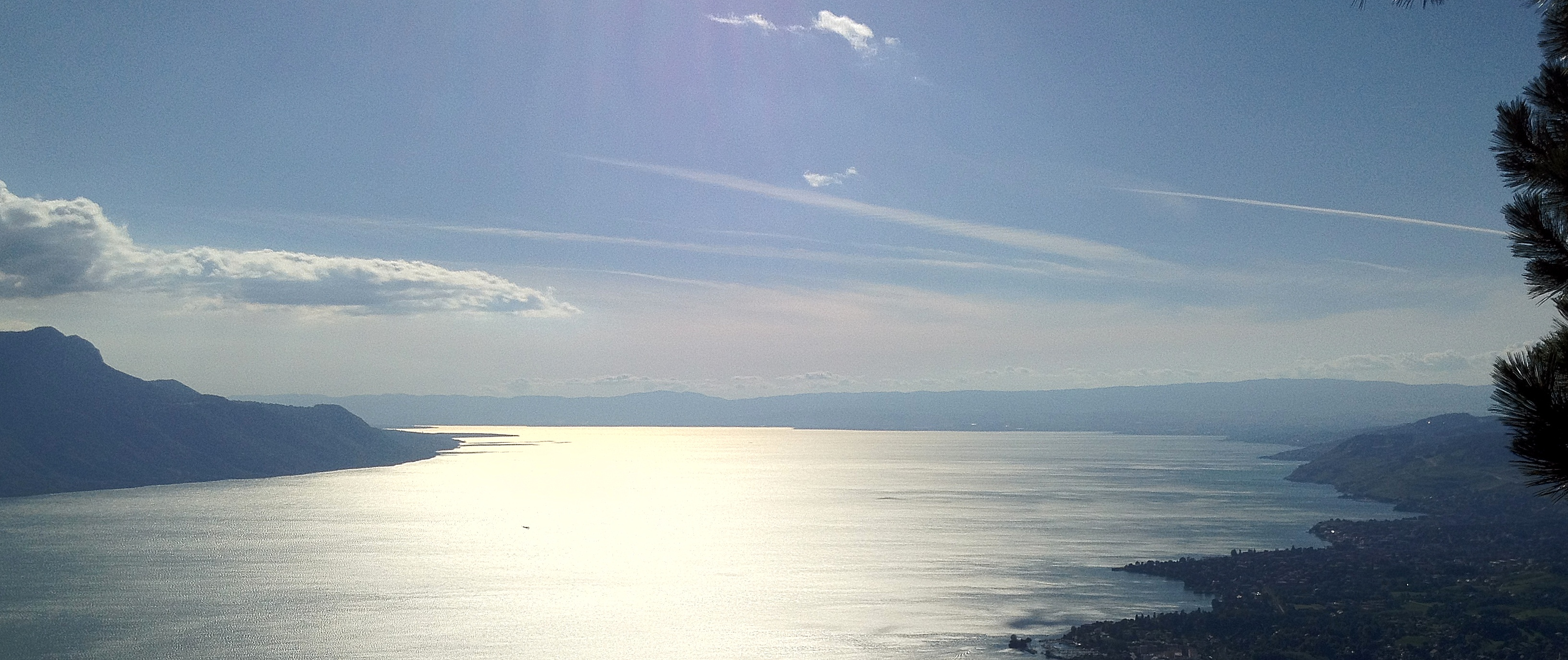
Pohled na jezero ze severního břehu směrem k západu

Ženevské jezero je největší jezero na okraji Alp a po maďarském Balatonu druhé největší jezero ve střední Evropě. Má rozlohu 580,03 km², z čehož 345,29 km² (59,53 %) připadá na švýcarské území a 234,74 km² (40,47 %) na území francouzské. Jezero leží v nadmořské výšce 372 metrů. V nejhlubším místě je hluboké 310 m. To z něj zároveň činí nejhlubší jezero ve Francii. Průměrný objem vody v něm činí přibližně 89 km³, což z něj činí největší jezero ve střední Evropě podle objemu vody.

### Vodní režim

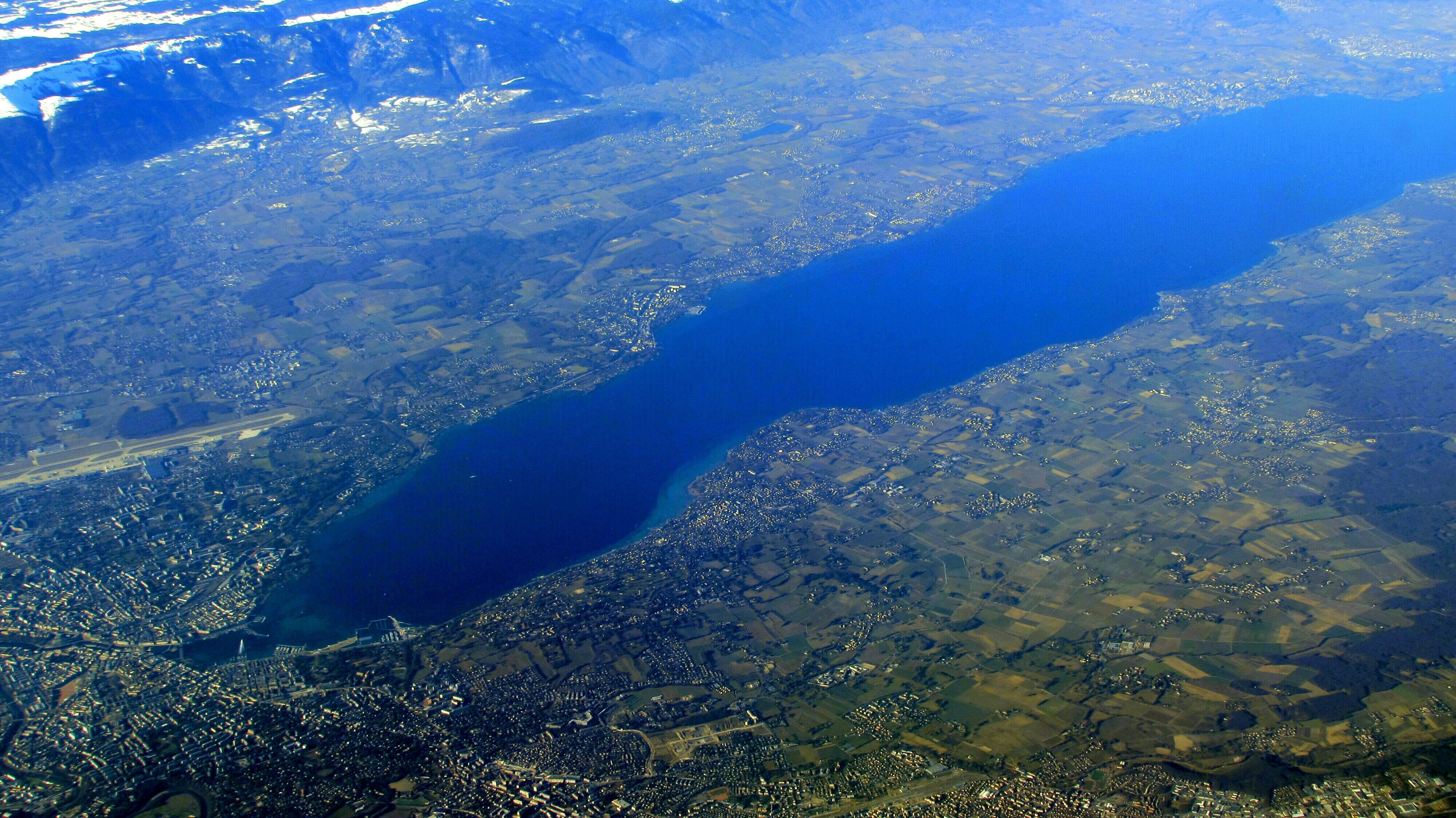
Část jezera, zvaná Petit Lac, v levé části snímku město Ženeva

Hlavním přítokem a zdrojem vody je řeka Rhôna, jež se do jezera vlévá deltou mezi Port-Valais a Villeneuve. Rhôna pramení ve Walliských Alpách a jezero opouští u Ženevy. Její voda potřebuje průměrně 11,4 roku, aby protekla jezerem; voda ze všech přítoků jím protéká v průměru 10,4 roku. Druhý nevýznamnější přítok je Dranse, následovaná řekami Venoge a Aubonne. Řeky v povodí Ženevského jezera mají alpský režim. Velkou část vody získávají z tání sněhu a ledovců. Z toho důvodu je letní úroveň hladiny o jeden metr výše než v zimě, přičemž nejnižšího stavu dosahuje od ledna do dubna. Hladina vody v jezeře je v Ženevě při odtoku regulována přehradní hrází Seujet, jejíž průměrný roční odtok činí přibližně 270 m³ za sekundu.
Teplota povrchové vrstvy vody je v létě 19 až 24 °C a v zimě 4 až 5 °C. Jezero nezamrzá.

### Podnebí
Klima v okolí jezera je mírné, teplé. Ženevské jezero dnes ovlivňuje klima v okolí, zmírňuje zimu ve švýcarské části jezera a ochlazuje léto. Když je na podzim voda teplejší než pevnina, mohou se objevit místní mlhy.

### Členění

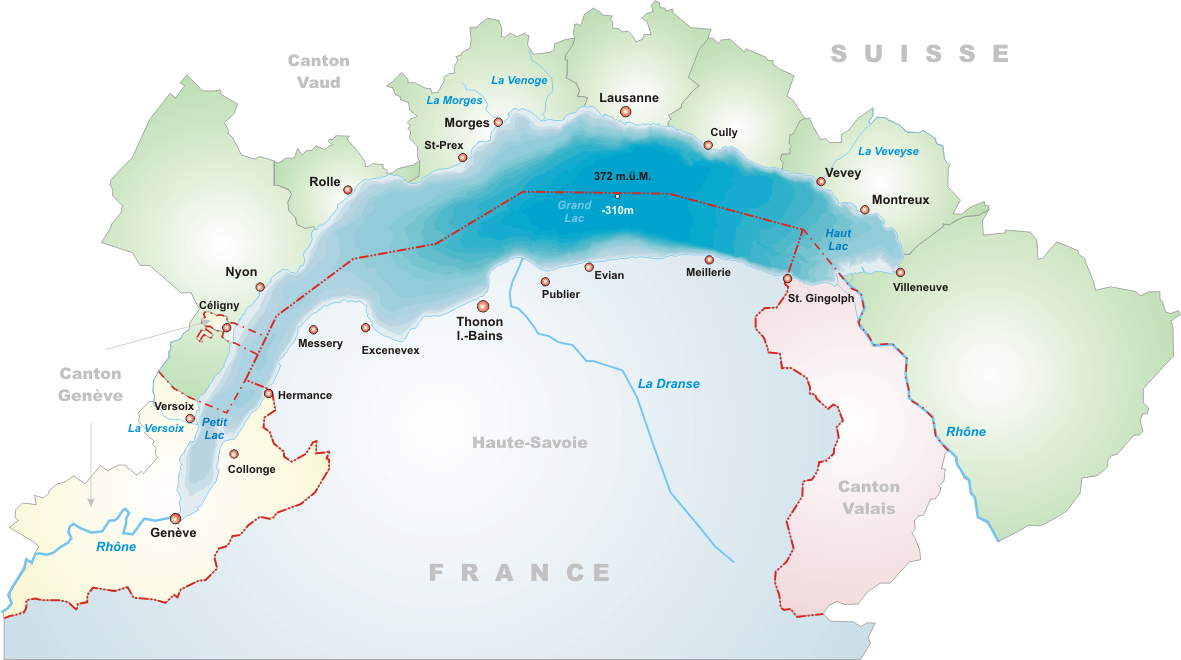
mapa jezera

Jezero se dělí na tři části podle rozdílné historie jeho vzniku (sedimentace, tektonické zvrásnění, ledovcová eroze):
- Haut Lac (Horní jezero), východní část od ústí Rhôny po linii Meillerie-Rivaz.
- Grand Lac (Velké jezero), největší, nejhlubší pánev s největší šířkou jezera.
- Petit Lac (Malé jezero), jihozápadní, užší a mělčí část od linie Yvoire-Promenthoux u Prangins po ústí Rhôny v Ženevě.

### Sídla

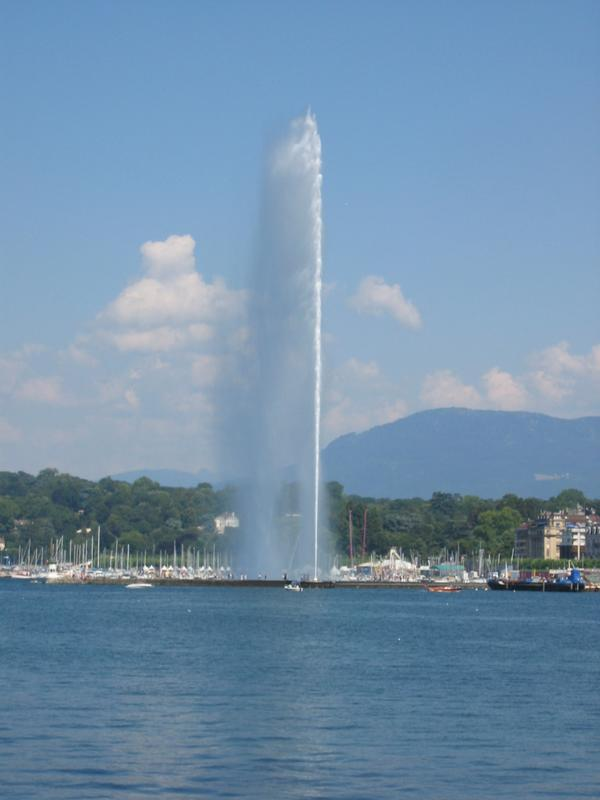
Ženeva – jezero s fontánou Jet d’Eau

Celé pobřeží jezera je hustě osídlené, s výjimkou skalnatých a strmých částí břehu. Mezi největší a nejvýznamnější sídla na jezeře patří:
- Ženeva na jihozápadním cípu, největší město na jezeře, hlavní město kantonu Ženeva. Po Curychu druhé největší město Švýcarska. Ženeva je sídlem mnoha mezinárodních organizací.
- Lausanne na severním břehu, druhé největší město na jezeře, hlavní město kantonu Vaud. V Lausanne sídlí Mezinárodní olympijský výbor a další mezinárodní sportovní instituce. Je známé pod názvem „Hlavní město olympijských her“ (německy Olympische Haupstadt)[4].
- Montreux na severovýchodní části břehu. Oblíbené turistické středisko se známým filmovým a jazzovým festivalem.
- Vevey na severovýchodní části břehu. Ve Vevey se nachází sídlo společnosti Nestlé.
- Nyon na severozápadní části břehu. V Nyonu se nachází sídlo evropské fotbalové asociace UEFA.
- Thonon-les-Bains na jižním břehu, největší francouzské město na jezeře.
- Évian-les-Bains na jižním břehu. Minerální voda ze sousední obce se mezinárodně prodává pod názvem Evian.

### Pobřeží
Na západě až ke břehům zasahují kopcovitá předhůří. Na východě jsou skalnaté hory, mezi nimiž a jezerem je jen úzká břehová terasa. Podél břehů vedou silnice a železnice. Hospodářsky nejvýznamnější je turistika, jak letní tak zimní, dále rezidence zámožných a slavných, soukromé školy a internáty, a privátní bankovnictví.

#### Severní břeh
Severní břeh je také známý jako pravý břeh (francouzsky rive droite) podle směru toku řeky Rhôny. Jeho větší část patří do kantonu Vaud. Hranice s hlavní oblastí kantonu Ženeva leží mezi obcemi Mies (kanton Vaud) a Versoix (kanton Ženeva). Asi šest kilometrů severovýchodně leží Céligny, exkláva kantonu Ženeva. Břeh u Céligny patří rovněž ke kantonu Ženeva.
Severní břeh začíná na východě jako tzv. Vaudská riviéra (francouzsky Riviera vaudoise) s městy Villeneuve, Montreux a Vevey. U hradu Chillon mezi Villeneuve a Montreux se břeh táhne přibližně severojižním směrem. Lausanne leží na nejsevernější části severního břehu. Městečka Rolle a Nyon leží dále na západ.
Na severním břehu se nacházejí dvě vinařské oblasti: Lavaux mezi Vevey a Lausanne a na západě La Côte.

#### Jižní břeh
Jižní břeh je také známý jako levý břeh (francouzsky rive gauche). Vlevo od ústí Rhôny se nachází krátká oblast břehu od Le Bouveret po Saint-Gingolph, patřící kantonu Valais. Hraniční město na francouzsko-švýcarské hranici tvoří dvě politické obce oddělené potokem La Morge: Saint-Gingolph ve švýcarském kantonu Valais a Saint-Gingolph ve francouzském departementu Horní Savojsko.
Na západě leží velká část jižního břehu, která patří Francii (departement Horní Savojsko). Největším francouzským městem je Thonon-les-Bains. Úsek jižního břehu, který patří do kantonu Ženeva, a tedy také do Švýcarska, začíná u Hermance.

### Ostrovy
V Ženevském jezeře leží sedm malých ostrovů (včetně ostrova Île Rousseau), všechny ve švýcarské části:
| Č. | Ostrov                             | Rozloha (m²) | Vzdálenost od pobřeží (m) | Poznámka                             | Obec   | Část jezera |
| -- | ---------------------------------- | ------------ | ------------------------- | ------------------------------------ | ------ | ----------- |
| 1  | Île de Chillon                     | 5070         | 2                         | s hradem Chillon                     | –      | Haut Lac    |
| 2  | Île de Peilz                       | 400          | 480                       | u Villeneuve                         | –      | Haut Lac    |
| 3  | Île de Salagnon (Île aux Mouettes) | 1450         | 110                       | u Clarens                            | –      | Haut Lac    |
| 4  | Île aux oiseaux                    | 2100         | 0                         | u Préverenges vznikl uměle roku 2001 | –      | Grand Lac   |
| 5  | Île de la Harpe                    | 2368         | 70                        | u Rolle                              | –      | Grand Lac   |
| 6  | Île de Choisi                      | 120          | 70                        | u Bursinelu                          | –      | Grand Lac   |
| 7  | Île Rousseau                       | 3390         | 60                        | v Ženevě                             | Ženeva | Rhôna       |

Ostrov Île Rousseau ve skutečnosti již geograficky neleží v Ženevském jezeře, ale několik metrů pod mostem Pont du Mont-Blanc, který označuje jihozápadní hranici jezera při ústí řeky Rhôny.

## Fauna a flóra

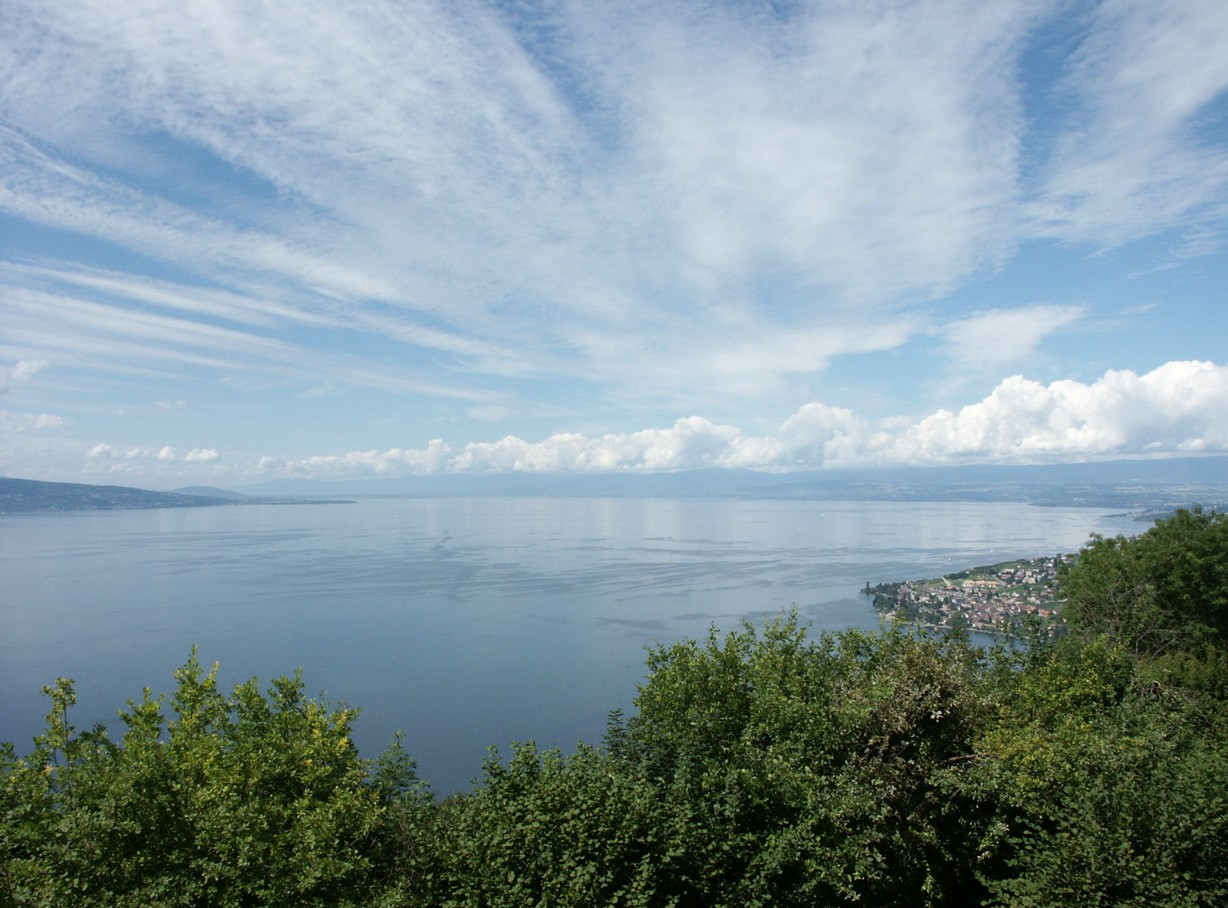
pohled od Epesses, západním směrem k Petit Lac

V jezeře žije 26 druhů ryb, z toho 6 se zde aklimatizovalo po vysazení člověkem. Vyskytují se zde zejména okounovití, ale i siven severní, štika obecná, síh malý či pstruh obecný. Význam rybářství v průběhu minulého století silně klesal, nyní se jím zde živí asi 160 rybářů.
V horní části povodí jezera byla zřízena přírodní rezervace Les Grangettes na ochranu hnízdících a stěhovavých ptáků.
U ústí řeky Dranse do jezera, poblíž Thonon-les-Bains, se nachází přírodní rezervace a oblast, kde se do jezera vlévá řeka Aubonne, je chráněnou krajinnou oblastí národního významu pod názvem Chanivaz - Delta de l’Aubonne.

## Využití

### Vinařství
Významné je vinařství – především na svazích nad severním pobřežím, vystavených slunci a mírnému podnebí. Terasovité vinice, budované zejména v 18. a 19. století, jsou střetem zájmů obchodníků s nemovitostmi, ochránců kulturního dědictví a vinařů. Některá vína jsou známá jen znalcům, a jimi i vysoce ceněna, jiná se teprve v posledních desetiletích dostala z úpadku, způsobeném masovou produkcí 70. let (zejména spolkovými subvencemi podporované zemědělství ve Valais).
Typickou odrůdou je chrupka bílá (lokálně nazývána Fendant), jejíž původ v oblasti Lavaux nad Ženevským jezerem byl bezpečně dokázán teprve na počátku 21. století. Od roku 2007 jsou zdejší vinohrady zapsány na seznamu světového kulturního dědictví UNESCO.

### Rybářství

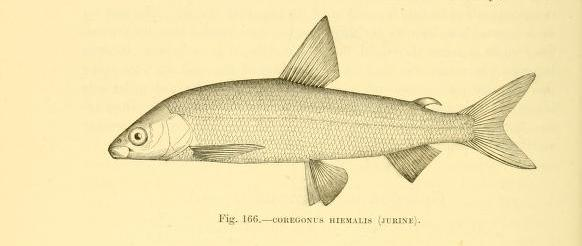
Síh ženevský

První předpisy o rybolovu v jezeře byly vypracovány ve 14. století za účelem ochrany ryb. Až do roku 1880 regulovala rybolovná práva šlechta nebo města, která jejich správu často přenechávala odborníkům. Od 16. století byly sítě a úlovky kontrolovány, aby se zabránilo nadměrnému rybolovu. V roce 1880 poprvé podepsána mezinárodní dohoda o řízení rybolovu mezi Savojskem a švýcarskými kantony. Na naléhání profesionálních rybářů z Vaudu byla tato dohoda zrušena. V důsledku toho si každá země opět regulovala rybolov sama.
V roce 1980 byla uzavřena nová dohoda mezi Švýcarskem a Francií, která vstoupila v platnost v roce 1982 poté, co ji schválil francouzský parlament. Ta stanoví, že sportovní rybáři se mohou volně pohybovat a lovit na celém jezeře, ale profesionální rybáři musí zůstat v rámci státních hranic. Od roku 1986 je problematika rybolovu upravována pětiletými plány na základě společných konzultací, v roce 1998 byly vypracovány nové předpisy. Ta počítají se změnou dohody tak, aby profesionální rybáři mohli lovit ve společné zóně bez ohledu na svou státní příslušnost.
Koncem 19. a začátkem 20. století patřily k nejčastěji loveným druhům v jezeře síh ženevský a síh písčinný, které jsou endemické pro Ženevské jezero. Oba druhy jsou v současnosti považovány za vyhynulé, což se přinejmenším částečně přičítá nadměrnému rybolovu.

### Doprava

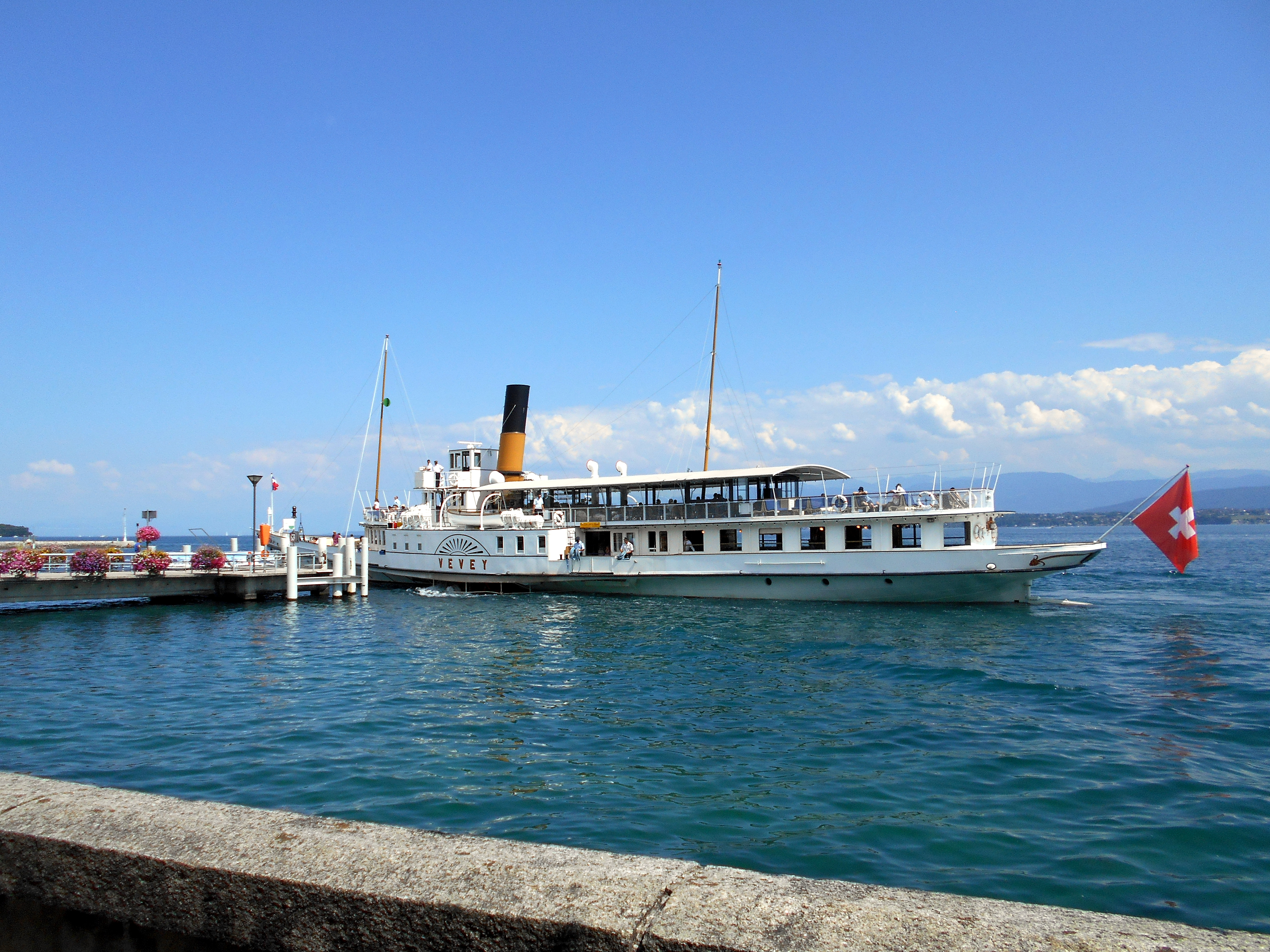
Přístaviště v Nyonu s parníkem „Vevey“

V krajině kolem Ženevského jezera se kříží důležité dopravní trasy mezi Itálií a Severním mořem a mezi jižní Francií a střední Evropou. Až do příchodu železnice byla na jezeře intenzivně provozována obchodní lodní doprava. K přepravě se hodilo volně ložené zboží, jako je dřevo, stavební kámen z lomů v Meillerie, písek z delty Rhôny, ale také obilí, víno, sůl a sýry. I když se zboží muselo překládat ve Villeneuve, Vevey, Morges a Ženevě, vodní cesta byla stále považována za rychlou a levnou.
Mezi Ženevou a francouzským městečkem Seyssel nebyla přeprava zboží po Rhôně možná kvůli průsakům v oblasti Pertes du Rhône, a zboží se proto muselo přepravovat po souši.

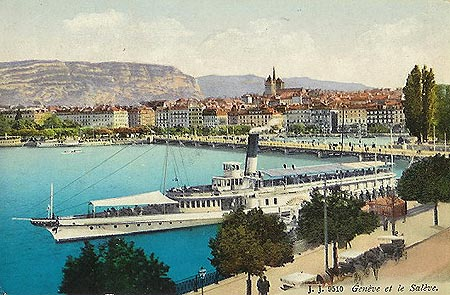
Výletní loď v Ženevě (1928)

Jedním z projektů, který byl realizován jen částečně, byl kanál d’Entreroches, vybudovaný v letech 1638–1648, který spojoval řeky Zihl a Venoge až do Cossonay. Kanál měl zajistit spojení s Neuchâtelským jezerem a dále přes Bielské jezero a řeku Aaru do Rýna. Poslední úsek, splavnění Venoge a výstavba zdymadel mezi Cossonay a ústím Venoge do Ženevského jezera, již nemohl být realizován kvůli nedostatku finančních prostředků. S nástupem železnice význam vodní dopravy stále klesal.
Plavba parníkem po Ženevském jezeře začala na počátku 19. století, od 1. července 1823 jezdila mezi Ženevou a Lausanne pravidelně loď Guillaume Tell. Společnost Compagnie générale de navigation sur le Lac Léman (CGN) se v současnosti stará především o osobní lodní dopravu na Ženevském jezeře. Historicky významná nákladní lodní doprava je dnes už zanedbatelná, naproti tomu osobní je nejintenzivnější vždy v létě, kdy na linkách jezdí i kolesové parníky. V Ženevě u nábřeží jsou zakotveny dřívější nákladní „koráby“.

## Pamětihodnosti a stavby

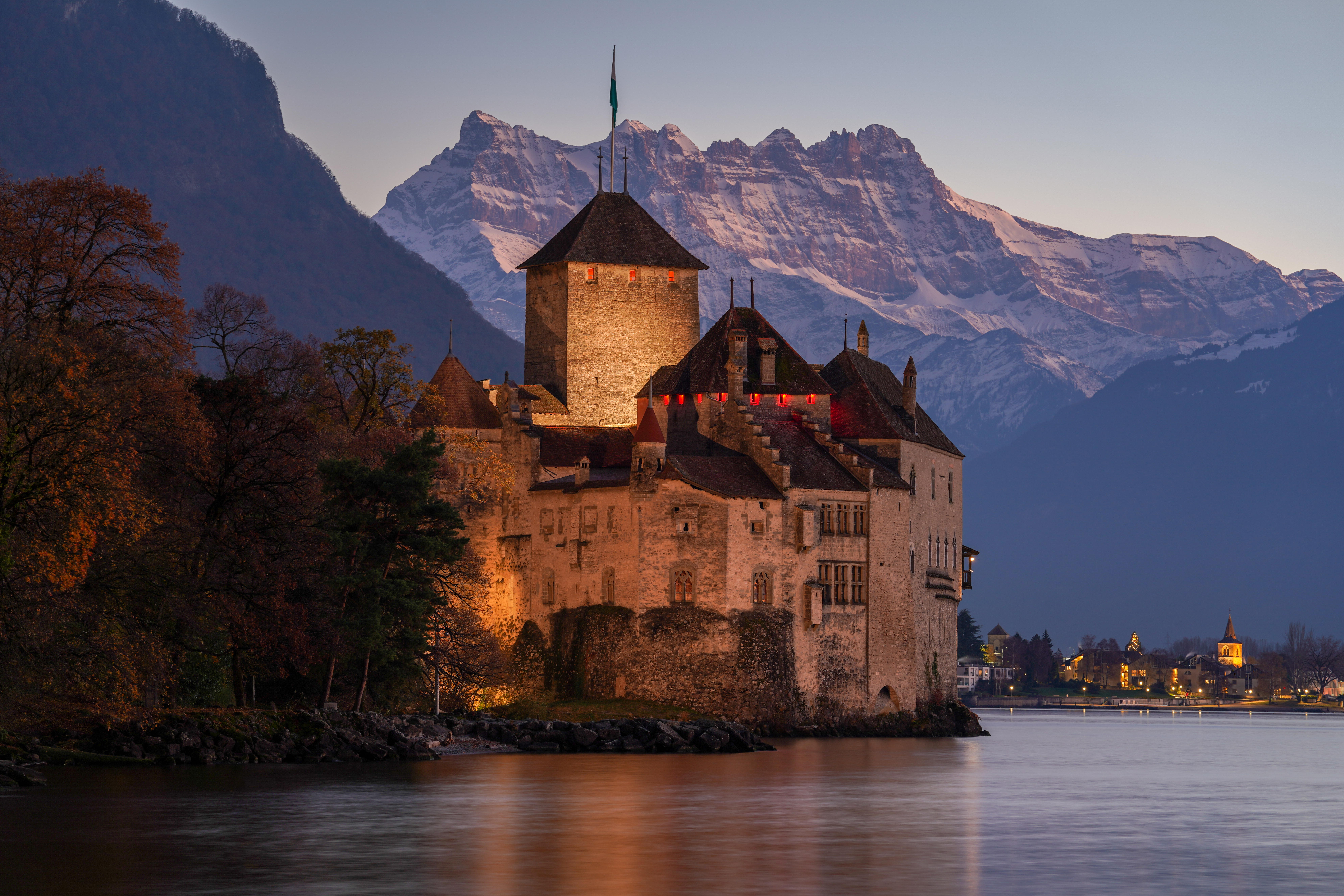
Hrad Chillon

Jednou z pamětihodností je hrad Chillon nedaleko Montreux na východním konci jezera. Je to nejnavštěvovanější historická stavba ve Švýcarsku a nachází se na skalnatém výběžku jezera.
Panorama Ženevy charakterizuje Jet d’eau - fontána v městském přístavu. Její vodní proud stříká do výšky až 140 metrů. Mezi Vevey a Lausanne se rozkládají terasovité vinice Lavaux, zapsané na seznamu světového dědictví UNESCO.
V Nyonu se nachází Muzeum Ženevského jezera (Musée du Léman), které přibližuje vznik a kulturní historii jezera, a v Saint-Gingolph se nachází Muzeum tradic a lodních lodí (Musée des Traditions et des Barques du Léman), které přibližuje především historii nákladní lodní dopravy.
Vrak lodi Hirondelle leží asi 40 až 60 metrů pod vodní hladinou u La Tour-de-Peilz. Kolesový parník se potopil po nárazu do skály 10. června 1862. Dnes je vrak oblíbeným cílem potápěčů. Přímo před hradem Chillon je možné se potápět k velkolepé podvodní skalní stěně, vysoké asi 100 metrů. Potápěči s menšími zkušenostmi pak navštěvují pět vraků malých lodí u Hermance.
Jezero je bohaté na pozůstatky prehistorických kůlových obydlí. Ty byly objeveny kolem roku 1850 a dnes jsou součástí světového dědictví UNESCO v rámci památky Prehistorická kůlová obydlí v Alpách.

## Zajímavosti
V roce 1457 proběhla jezerem vlna tsunami. Prvotním impulsem byl masivní sesuv půdy kdesi u ústí řeky Rhôny do jezera na jeho východním konci, v místě tehdy zvaném Tauredunum, které bylo zcela zničeno. Následovaný zhroucením vrstvy sedimentů na dně jezera, jež se stalo bezprostřední příčinou vzniku tsunami. Podle současných modelů dosáhla vlna, na počátku snad až 16 m vysoká, během 15 minut při výšce 13 m oblasti dnešního Lausanne a za 70 minut se dostala s výškou přibližně 8 m na opačný, západní konec jezera.

## Kontroverze
V 50. a 60. letech 20. století soukromé společnosti do Ženevského jezera uložily 150 až 1000 tun již nepotřebné munice. V roce 2019 vyšlo najevo, že část munice leží obnažená na dně jezera. Na jednom místě byla munice nalezena v hloubce 50 metrů, asi 150 metrů od plynovodu a odběru pitné vody.